# Cumbre de Metlac
Cumbre de Metlac är en ort i Mexiko.   Den ligger i kommunen Ixtaczoquitlán och delstaten Veracruz, i den sydöstra delen av landet, 230 km öster om huvudstaden Mexico City. Cumbre de Metlac ligger 1 134 meter över havet och antalet invånare är 516.
Terrängen runt Cumbre de Metlac är kuperad. Runt Cumbre de Metlac är det tätbefolkat, med 550 invånare per kvadratkilometer. Närmaste större samhälle är Córdoba, 11,5 km öster om Cumbre de Metlac. Trakten runt Cumbre de Metlac består till största delen av jordbruksmark.